# Public Ledger
Pour les articles homonymes, voir Ledger.

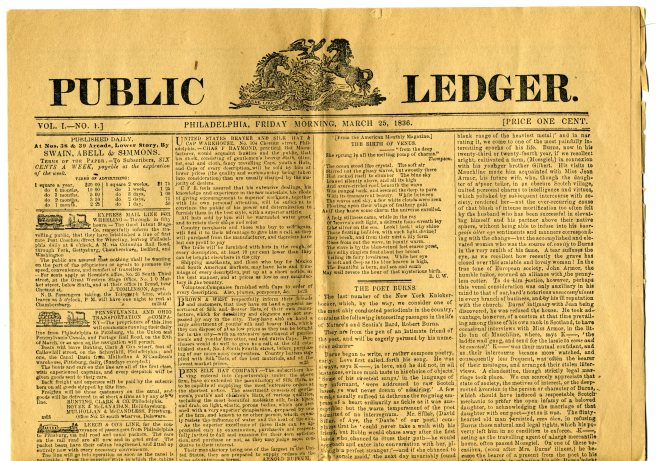
Première page du premier numéro.

Le Public Ledger est un quotidien de Philadelphie, (Pennsylvanie) publié du 25 mars 1836 à janvier 1942. 

## Histoire
Le Public Ledger est le premier journal de l'État de Pennsylvanie vendu à seulement un penny, dès sa fondation en 1836 par le journaliste Arunah Shepherdson Abell, associé à ses confrères William Moseley Swain et Azariah H. Simmons, suivie immédiatement par la fusion avec l'autre quotidien de même vocation, le Daily Transcript. Arunah Shepherdson Abell créera l'année suivante le Baltimore Sun avec les mêmes associés et sur le même modèle : de l'information de qualité, récente, bon marché et grand public, utilisant le pigeon voyageur pour gagner du temps.
Le Public Ledger fut aussi le premier à utiliser le Pony Express et la rotative. Lors de sa création, le tirage cumulé des journaux de la ville ne dépasse pas 8000 exemplaires et dès 1840, il tire à lui seul à 15000 exemplaires, chiffre qui monte à 40000 dix ans après.

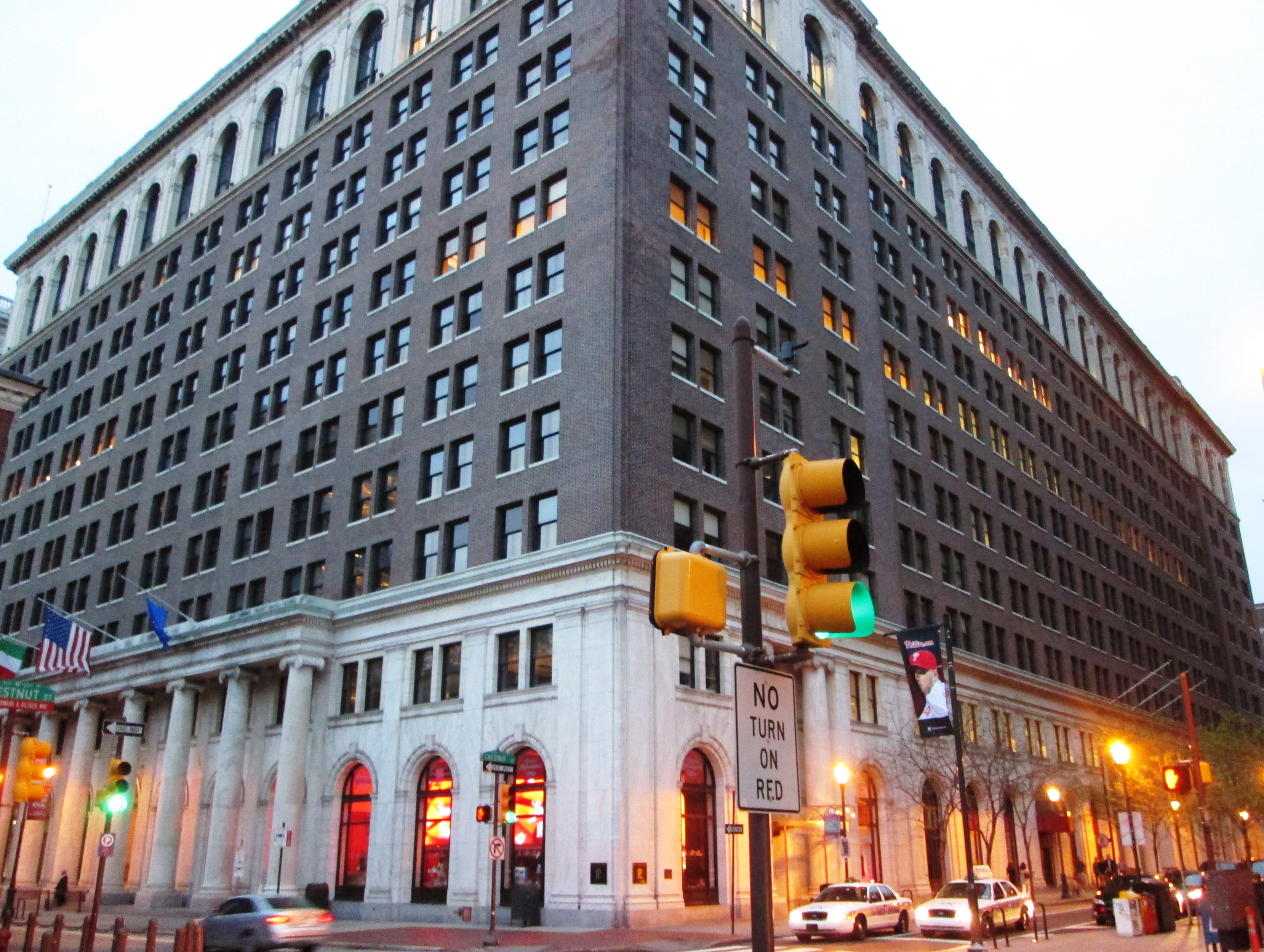
Le Public Ledger Buiding, construit en 1924 par Horace Trumbauer dans le style néo-géorgien.

Il fit campagne pour la paix au moment de la Guerre de Sécession ce qui entraîna son rachat en 1864 par Anthony J. Drexel et George William Childs. En 1902, le propriétaire du New York Times a racheté le titre pour 2,25 millions de dollars et lui a fait absorber un autre journal de la ville, le Philadelphia Times.
Le Public Ledger a fait faillite en janvier 1942.